# Domingos Ribeiro dos Guimarães Peixoto

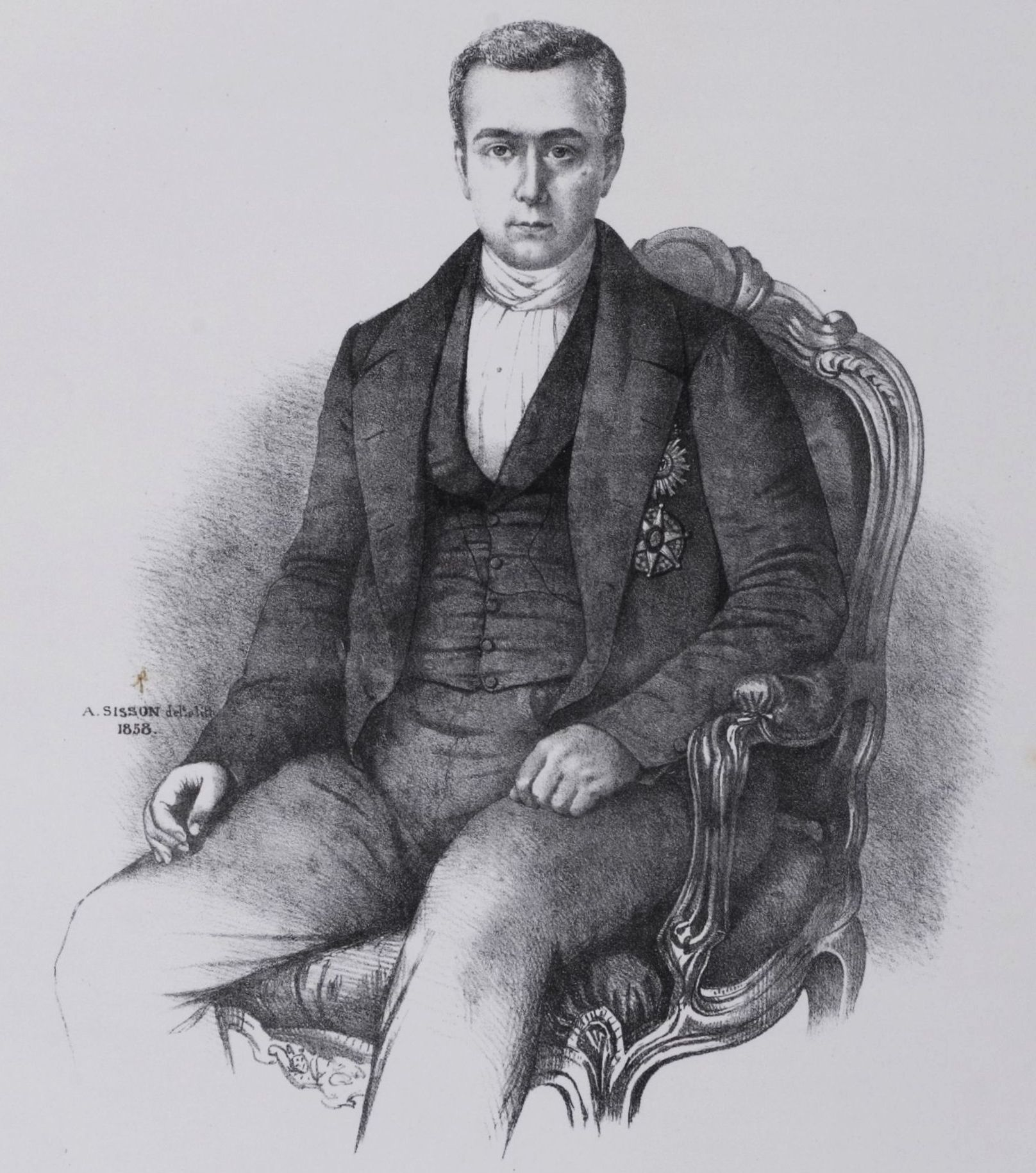
O barão de Iguaraçu

Domingos Ribeiro dos Guimarães Peixoto, 1.º e único barão de Iguaraçu, (Recife, 14 de Agosto de 1790 — Rio de Janeiro, 29 de Abril de 1846) foi um médico brasileiro que atendeu a monarquia brasileira.
Filho de Luís Ribeiro Peixoto Guimarães e de Josefa Maria da Conceição Peixoto. Casou-se com Francisca Cândida da Nóbrega Peixoto que morreu em 5 de Março de 1854.
Era doutor em medicina pela Universidade de Paris (1831), professor de Cirurgia da Academia Médico-Cirúrgica do Rio de Janeiro e primeiro Diretor e professor de cirurgia da Faculdade de Medicina do Rio de Janeiro (1833). Era médico da Imperial Câmara (Alvará de 7 de julho de 1820), lente jubilado, membro correspondente da Academia de Paris e de outras associações científicas. Em 1824, foi-lhe conferido o foro de Fidalgo Cavaleiro, e, em 1825, o título de conselheiro.
Assistiu ao nascimento de D. Pedro II e de suas irmãs, como parteiro. Foi oficial-mor da Casa Imperial e comendador da Imperial Ordem de Cristo e oficial da Imperial Ordem da Rosa.
Em 1845, foi agraciado com o título de barão de Iguaraçu (decreto de 25 de março de 1845). Título de origem toponímica, tomado de uma localidade de Pernambuco.